# Badiera fuertesii
Badiera fuertesii är en jungfrulinsväxtart som beskrevs av Ignatz Urban. Badiera fuertesii ingår i släktet Badiera och familjen jungfrulinsväxter. Inga underarter finns listade i Catalogue of Life.